# Waaierteengekko's
Waaierteengekko's (Ptyodactylus) zijn een geslacht van hagedissen die behoren tot de gekko's en de familie Phyllodactylidae.

## Naam en indeling
De wetenschappelijke naam van de groep werd voor het eerst voorgesteld door Lorenz Oken in 1817. Er zijn twaalf soorten, inclusief de pas in 2017 beschreven soort Ptyodactylus ruusaljibalicus. De bekendste soort is de waaierteengekko (Ptyodactylus hasselquistii).
De geslachtsnaam Ptyodactylus betekent vrij vertaald 'waaier-vinger' en slaat op de vorm van de uiteinden van de vingers en tenen.

## Verspreiding en habitat
De hagedissen komen voor in delen van Afrika, het Midden-Oosten en westelijk Azië en leven in de landen en deelgebieden Algerije, Libië, Mali, Niger, Burkina Faso, Nigeria, Togo, Benin, Tsjaad, Kameroen, Soedan, Ethiopië, Egypte, Somalië, Mauritanië, Djibouti, Marokko, Westelijke Sahara, Tunesië, Israël, Jordanië, Irak, Libanon, Verenigde Arabische Emiraten, Oman, Pakistan, Sinaï, Saoedi-Arabië, Eritrea en Jemen.
De habitat bestaat uit rotsige omgevingen, droge tropische en subtropische scrublands, gematigde en mediterrane scrublands, hete woestijnen, grotten, droge savannen en gematigde graslanden. Ook in door de mens aangepaste streken zoals landelijke tuinen en stedelijke gebieden kunnen de hagedissen worden gevonden.

## Beschermingsstatus
Door de internationale natuurbeschermingsorganisatie IUCN is aan zeven soorten een beschermingsstatus toegewezen. Zes soorten worden beschouwd als 'veilig' (Least Concern of LC) en een soort als 'onzeker' (Data Deficient of DD).

## Soorten
Het geslacht omvat de volgende soorten, met de auteur en het verspreidingsgebied.
| Naam                         | Auteur                                                                                            | Verspreidingsgebied |
| ---------------------------- | ------------------------------------------------------------------------------------------------- | --- |
| Ptyodactylus ananjevae       | Nazarov, Melnikov & Melnikova, 2013                                                               | Jordanië |
| Ptyodactylus dhofarensis     | Nazarov, Melnikov & Melnikova, 2013                                                               | Oman, mogelijk in Jemen |
| Ptyodactylus guttatus        | Heyden, 1827                                                                                      | Egypte, Israël, Syria, Jordanië, Saoedi-Arabië                                                                                              |
| Ptyodactylus hasselquistii   | Donndorff, 1798                                                                                   | Egypte, Sinaï, Israël, Saoedi-Arabië, Syrië, Jordanië, Irak, Ethiopië, Eritrea, Algerije, Kameroen, Soedan, Somalië                         |
| Ptyodactylus homolepis       | Blanford, 1876                                                                                    | Pakistan |
| Ptyodactylus orlovi          | Nazarov, Melnikov & Melnikova, 2013                                                               | Oman, Verenigde Arabische Emiraten |
| Ptyodactylus oudrii          | Lataste, 1880                                                                                     | Algerije, Marokko, Westelijke Sahara, Tunesië                                                                                               |
| Ptyodactylus puiseuxi        | Boutan, 1893                                                                                      | Israël, Syrië, Jordanië, Irak, Libanon |
| Ptyodactylus ragazzii        | Anderson, 1898                                                                                    | Algerije, Libië, Mali, Niger, Burkina Faso, Nigeria, Togo, Benin, Tsjaad, Kameroen, Soedan, Ethiopië, Egypte, Somalië, Mauritanië, Djibouti |
| Ptyodactylus rivapadiali     | Trape, 2017                                                                                       | Mauritanië |
| Ptyodactylus ruusaljibalicus | Imo-Riudalbas, Metallinou, Pous, Els, Jayasinghe, Pentek-Zakar, Wilms, Al-Saadi, & Carranza, 2017 | Verenigde Arabische Emiraten |
| Ptyodactylus togoensis       | Tornier, 1901                                                                                     | Togo, Libië |